# Burg Schraplau
Die Burg Schraplau ist die Ruine einer Höhenburg in Schraplau im Saalekreis in Sachsen-Anhalt. Die Ruine ist kaum zugänglich und wenig bekannt. Es sind nur wenige sichtbare Reste der Burganlage erhalten.

## Geschichte
Bereits in der etwa 845 entstandenen Ortsliste des Hersfelder Zehntverzeichnisses erscheint der thüringische Ort „Scrabanloh“, was so viel wie Schrappen, Kratzen, Reißen und Hain, Wäldchen, also etwa Schrappwald bedeutet. In der etwa 881 entstandenen Burgenliste des Hersfelder Verzeichnisses wurde Schraplau als „Scrabenlebaburg“ erwähnt. Demzufolge entstand die Burg zunächst als Ringwall und -grabenanlage zwischen 845 und 881 auf Initiative des Königs Ludwig des Deutschen oder seiner Söhne und befand sich in Königsbesitz. 979 erscheint sie als befestigte Siedlung unter dem Namen „Scroppenlevaburch“. In dieser Zeit wird die Altenburg, eine weiträumige Burganlage, bereits existiert haben. Ein hoher Erdwall mit Trockenmauer und Vorgraben sind von dieser Anlage erhalten. Das Trockenmauerwerk zeigt den Übergang von der traditionellen reinen Erdwallanlage zur Steinbauweise an. Weitere Vorgräben sind in einer nachfolgenden Ausbauphase entstanden. Bei Ausgrabungen wurde festgestellt, dass die Altenburg als eine große Volksburg im 9. bis 10. Jahrhundert  angelegt und ausgebaut worden ist. Dabei wurden auch slawische Funde gemacht, was aber nichts außergewöhnliches ist, da von den Franken auch westlich der Saale Sorben an freien Stellen angesiedelt wurden. Es wurden die Reste zweier zeitlich versetzter Trockenmauern entdeckt, die auf eine Zerstörung und einen Wiederaufbau im Laufe ihrer Nutzung hindeuten.
Im 10./11. Jahrhundert war die Burg im Besitz der reichsunmittelbaren Herren von Schraplau. Die Edelherren waren mit hoher Wahrscheinlichkeit mit den Querfurter Edelherren verwandt. In schriftlichen Überlieferungen treten ein Thimo von Schraplau, als der Ahnherr, und ein Egeloff von Schraplau auf. Mit Egeloffs Tod 1196 erlischt das Geschlecht. Die Burg dieser Herren von Schraplau wird nicht mehr das gesamte Territorium der Volksburg erfasst haben, sondern schon eine relativ kleine Ministerialenburg an der Stelle der späteren Burg der Erzbischöfe gewesen sein.
Um 1200 war das Erzstift Magdeburg Lehnsherr. Es errichtete die romanische Burg im westlichen Teil der Altenburg, die heute noch als Ruine vorhanden ist. Das Erzstift vergab das Lehen an die Burggrafen von Magdeburg aus dem Querfurter Adelsgeschlecht. Diese setzten Vögte zur Verwaltung der Herrschaft ein. 1242 urkundet ein Ritter Rudolf von Schrapelo als Vasall des Burggrafen. Seit 1267 residierte Burchard I. von Schraplau aus einer Seitenlinie der Edlen Herren von Querfurt in der Burg. Burchard II. von Schraplau „der Lappe“ nannte sich auch „burchgravius in scraplowe“.

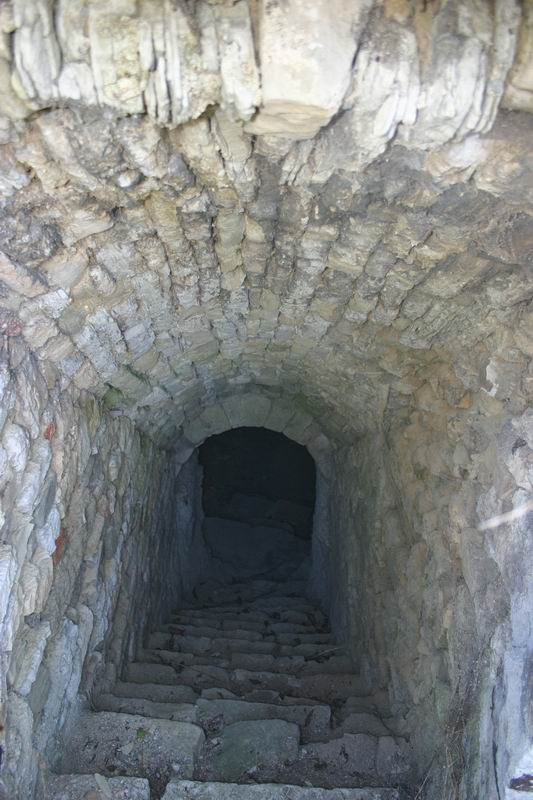
Burg Schraplau, Kellergang

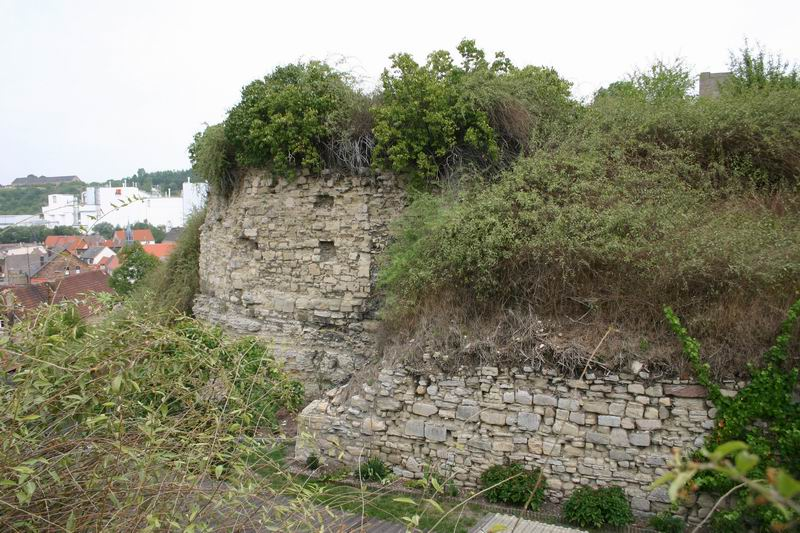
Burg Schraplau, innere Ringmauer im Westen

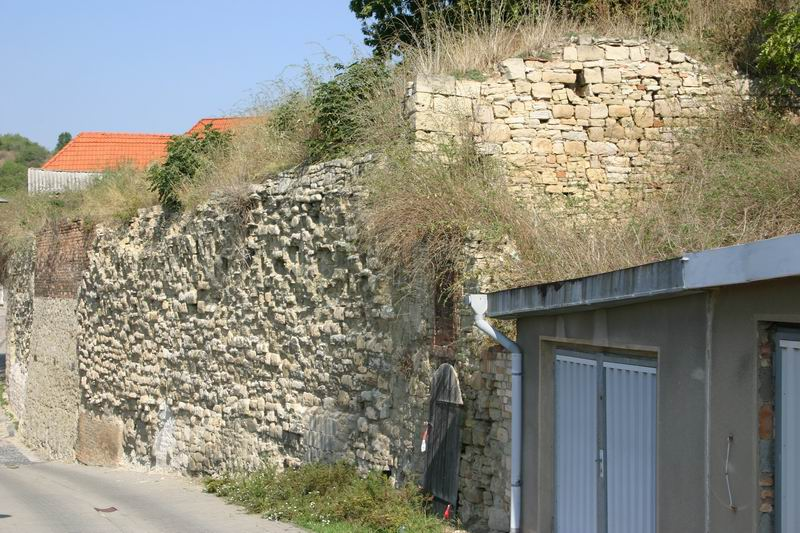
Burg Schraplau, äußere Ringmauer im Süden

Die enge Verbindung der Schraplauer Grafen zu den Querfurter Edelherren und zum Erzbistum führten im 13. Jahrhundert. zu einer bedeutenden Herrschaftsausdehnung der Familie. Sie konnte die Herrschaft Nebra, Güter bei Röblingen am See, Talgüter zu Halle und Teilbesitz in der Herrschaft Querfurt erwerben. Burchard III. von Schraplau wurde 1307 sogar Erzbischof von Magdeburg. Als ein streitbarer Kirchenfürst versuchte er die Machtbasis. des Erzbistums auszudehnen und verlorene Rechte zurückzugewinnen. In einer Fehde gegen die Städte Halle und Magdeburg, die sich gegen ihn zusammengeschlossen hatten, wurde er 1325 gefangen genommen und erschlagen.
Burchard III. von Schraplau hatte sich wegen seiner Fehden schwer verschuldet. Seine Erben mussten deshalb die Herrschaft Schraplau 1335 an die Grafen von Mansfeld verkaufen. Die Herren von Schraplau zogen sich auf ihr Lehen in Wettin zurück.
Im 14. und 15. Jahrhundert war die Burg im Besitz verschiedener Linien der Grafen von Mansfeld. 1484 setzten Ernst und Albrecht von Mansfeld die mittelalterliche Burg instand. Bei einer Erbteilung 1501 wurde die Herrschaft Schraplau in zwei Ämter geteilt. Graf Gebhard von Mansfeld-Mittelort erhielt das Oberamt mit dem Schloss.
Im Schmalkaldischen Krieg nahmen 1547 kaiserliche Soldaten die Burg ein und verwüsteten sie. Unter dem Grafen Christoph I. von Mansfeld-Mittelort (1520–91) wurde zwischen 1574 und 1591 ein schlossartiger Neubau in der Residenz errichtet. Noch 1571 hatte man die Burg als „itzo an sich selbst wüste genug“ bezeichnet.
Nach dem Aussterben der Schraplauer Linie Mansfeld ging die Herrschaft an die Grafen von Mansfeld-Hinterort. 1637 verlegte Graf Johann Georg von Mansfeld-Vorderort seinen Wohnsitz auf das Schloss. 1683 verkaufte Gräfin Barbara Magdalene das Oberamt Schraplau an die Herren von Hake. Sie zog als letzte Mansfelderin aus dem Schloss aus.
1713 wurde durch den Amtmann Sylvester Brachvogel die Haube vom Bergfried genommen. Obwohl für 1730 noch eine preußische Besatzung von 22 Mann überliefert ist, scheint der bauliche Zustand der Anlage schlecht gewesen zu sein. Eine Nutzung als Archiv und Gerichtsstube ist letztmals für 1732 beurkundet. Danach verfiel die Burg mehr und mehr. 1736 wurde sie bereits als Steinbruch benutzt.
Heute befindet sich die Burg auf dem Gelände mehrerer Privatgrundstücke. Von der ehemaligen Anlage sind daher nur wenige Außenmauern zu sehen.